# ويليام مارشال إنجي
ويليام مارشال إنجي (بالإنجليزية: William Marshall Inge)‏ هو محامي وسياسي أمريكي، ولد في 1802 في مقاطعة غرانفيل في الولايات المتحدة، وتوفي في 1846 في مقاطعة سمتر في الولايات المتحدة. حزبياً، نشط في الحزب الديمقراطي. وقد انتخب عضو مجلس النواب الأمريكي.